# Eunice de Souza
Eunice de Souza (Pune, 1 de agosto de 1940-Mumbai, 29 de julio de 2017) fue una poeta, crítica literaria y novelista india. 

## Biografía
Nació y creció en Pune el 1 de agosto de 1940, en una familia católica de Goa.Su padre falleció cuando ella tenía tres años. Estudió literatura inglesa y realizó un Master en la Universidad Marquetteen Wisconsin, y un doctorado de la Universidad de Mumbai.

### Trayectoria profesional
Enseñó Lengua Inglesa  en el  St. Xavier's College, Mumbai, y fue jefa del departamento de Inglés hasta su jubilación.
Su primer poemario Fix (1979) la situó entre las voces más importantes de la poesía india escrita en inglés.Sus poemas exploran la pérdida, la alienación y el aislamiento que acompañan la feminidad.
Participó activamente en el conocido festival teatral Ithaka, organizado por el St. Xavier’s College.
Fue la única mujer incluida en el libro The Oxford India Anthology of Twelve Modern Indian Poets (1992). Editó varios libros entre los que se encuentra la antología Nine Indian Woman Poets, publicada por Oxford University Press y que incluye su visión de poemas escritos por mujeres indias a lo largo de la historia.
Su primera novela, Dangerlok, fue publicada en 2001. También escribió cuatro libros para criaturas. Además de poesía y ficción, de Souza editó numerosas antologías y escribió una columna semanal para el Mumbai Mirror. Su poesía también se incluye en el libro Anthology of Contemporary Indian Poetry.
Murió en Mumbai el 29 de julio de 2017, a los 76 años.

## Obra
Poesía
- Fix (1979)
- Women in Dutch Painting (1988)
- Ways of Belonging (1990)
- Selected and New Poems (1994)
- A Necklace Of Skulls (2009)
- Learn from the Almond Leaf (Poetrywala, 2016)

Novelas
- Dangerlok (Penguin, 2001) [7]
- Dev & Simran: una novela (Penguin, 2003).[8]

Entrevistas
- Conversaciones con poetas indios (OUP, 2001);ISBN 978-0-19-564782-2

Antologías
- Nine Indian Women Poets: An Anthology (OUP, 2001); ISBN 978-0-19-565847-7
- 101 Folktales From India (2004)
- Purdah: An Anthology (OUP, 2004); ISBN 0-19-566661-5
- Women's Voices: Selections from Nineteenth and Early Twentieth Century Indian Writing in English. (Co-edited with Lindsay Pereira, OUP, 2004); ISBN 978-0-19-566785-1.[9]
- Early Indian Poetry in English: An Anthology 1829-1947 (OUP, 2005); ISBN 978-0-19-567724-9.[10]
- The Satthianadhan Family Album (Sahitya Akademi, 2005).[11]
- These My Words: The Penguin Book of Indian Poetry (co-edited with Melanie Silgardo, Penguin 2012)